# Онуфрий Попович Хилендарски
Архимандрит Онуфрий Попович (Хилендарски) е български духовник и културен деец през Възраждането.

## Биография
Светското му име е Богдан (също Бойчо, Богданчо) Попиванов Минков. Роден е в село Енина, Казанлъшко, в семейството на местния духовник при църквата „Св. Петка“ хаджи Йован (поп Иван). Точната година на раждането му не е известна, предполага се, че е роден около 1790 – 1797 г. От 1814 г. работи заедно с баща си като учител в родното си село, преподавайки на говорим български. Преподава „Славянска граматика“, като използва за приблизително 40-те си ученици „Кириакодромион сиреч Неделник“ на Софроний Врачански. През 1816 заминава за Хилендарския манастир, където приема монашеското име Онуфрий. След 1821 г. пребивава в Сърбия, а от 1829 г. в Русия. След това той е заедно с баща си в Букурещ, където двамата събират пари за училището в Енина. През 1830 се завръща за кратко в Казанлък, след което с баща си Иван се отправят към Божи гроб в Йерусалим. След завръщането им той отива отново в Атон. През 1836 г. се връща в Казанлък и проповядва за независима българска църква, като дори е предложен за епископ. През 1847 г. в Цариград се запознава с Александър Екзарх и Неофит Бозвели и съставя молба за строежа на български православен храм в османската столица. Онуфрий е първият свещеник в храма „Свети Стефан“ в Цариград. Той е владеел добре гръцки, сръбски, турски, румънски и руски език, което го е улеснявало при неговите пътувания, контакти и работа.
Годината 1854 Онуфрий прекарва в Белград. В края на 50-те години на XIX век отива в Хилендар. Участва в дела за защита на манастирските имоти. Според някои предположения той умира около 1865 година в Хилендарския манастир. Но според чешкия славист д-р Марцел Черни Онуфрий Хилендарски е роден през 1796 или 1797 г., а е починал през 1871 година.
Между значителните книжовни приноси на Онуфрий Попович са двете му стихотворения от 1850 година „Стихове на баба Българка“ и „Песен на българската църква в Цариград“, както и придобилата популярност дидактическа книжка „Духовний зрак“. От особено значение е и неговата „Автобиография“, както и преправката му от 1840 година на „История славянобългарска“ от Паисий Хилендарски. Той е автор на „Житие на Симеон Сръбски“ (1821 г.) и съавтор на „Приходна книга на Хилендар“ (1855 г.).
През 1911 г. хилендарският библиотекар Сава предлага за печат своя труд „Писма на хилендарския архимандрит Онуфрий Попович 1847–1866“, но той остава неотпечатан.
На 1 ноември 2014 година е открит бюст-паметник на Онуфрий Попович в родното му село Енина. Паметникът е изработен от скулптора Велин Дечков.